# Ismaila Bidemi Bisoye
Ismaila Bidemi Bisoye (közismert nevén Bisoye) (1987. január 9.) nigériai labdarúgó, aki jelenleg az Integrál DAC játékosa.

## Pályafutás
Bisoye 18 évesen került Magyarországra, a megyei első osztályú Csurgóhoz. Nem egyedül érkezett, hanem két honfitársával, Godslovéval és Ogbodóval. A kiscsapatnak hamar alapemberei lettek, s vezérletükkel feljutottak az NB III-ba. Már ekkor is hívta több csapat, azonban maradt még egy szezont Somogyban. 2007 januárjában próbajátékon vett részt a hármas a Kaposvölgyénél, azonban végül nem igazolta le őket az NB II-es gárda, ugyanis ki kellett volna vásárolni őket élő szerződésükből. 2007 nyarán került Ogbodóval az Újpesthez, ahol próbajátékon vettek részt. Pályára léptek a felnőtt csapatban egy mérkőzésen, s az NB III-as gárdával készültek. Mindkettőjük teljesítménye meggyőzte Urbányi István vezetőedzőt, hogy hosszú távon számoljon velük velük, s kivásárolták őket.
Már első idényében debütált Bisoye az élvonalban, a 11. fordulóban Székesfehérváron az FC Fehérvár ellen rögtön kezdőként kapott lehetőséget. A TV közvetítés során nevét végig tévesen, Bideminek ejtette a kommentátor, ugyanis a Bisoye nevet használja a nigériai játékos.
A rendszeres játéklehetőség reményében 2008 januárjában fél évre Győrbe került kölcsönbe, az Integrál DAC-hoz. A szezon végén az Újpest FC úgy döntött nem hosszabbítja meg sem Bisoye, sem pedig Ogbodo szerződését.